# 헝가리 국립미술관

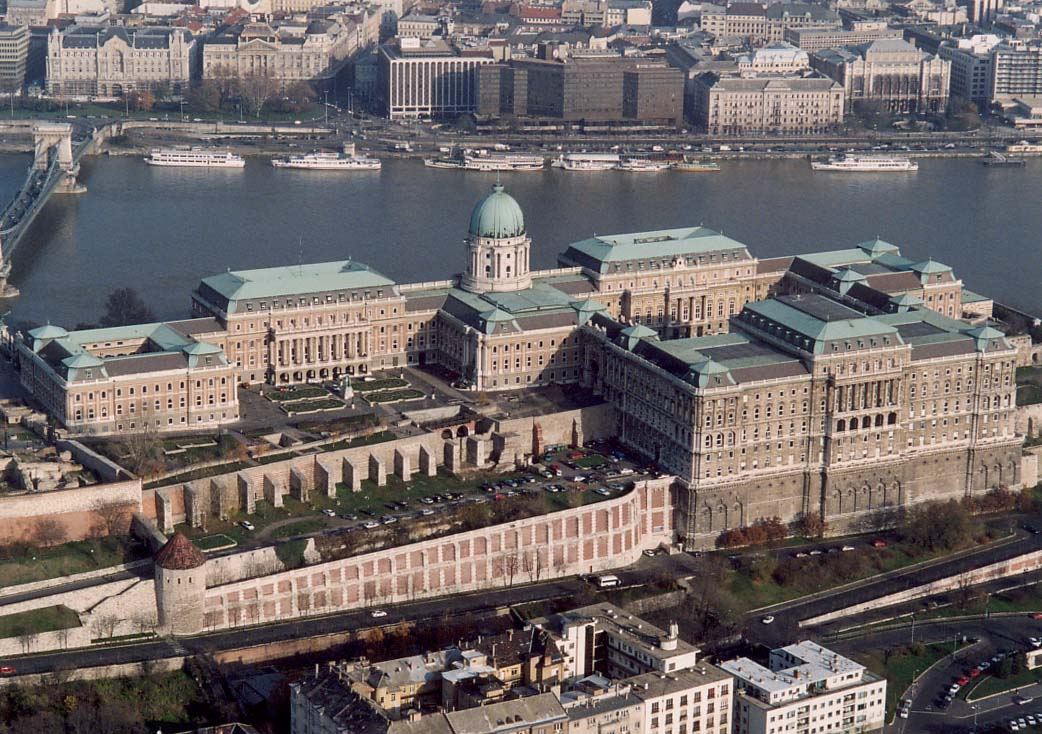
헝가리 국립미술관

헝가리 국립미술관(헝가리어: Magyar Nemzeti Galéria)은 헝가리 부다페스트에 위치한 미술관이다. 1957년에 설립되었으며, 부다 성 내에 위치하고 있다. 소장 분야는 헝가리 미술 전체에 이르러, 19세기부터 20세기에 걸쳐 파리 등 서구에서 활약한 헝가리 미술가의 물건도 많이 포함되어 있다.

## 논란
2008년, 부다페스트 미술관의 라즐로 바안은 전시물이 비슷한 국립미술관과 부다페스트 미술관과의 합병을 제안했다. 그는 1800만 유로를 부다페스트 미술관의 확대에 투자하고 시내에 산재한 컬렉션을 통합시키려고 했지만, 2011년 2월에 거부되었다. 그리고 라즐로는 정부에 1억 5,000만 유로로 새로운 건물을 두채 만들 계획을 제출했다. 그 중 하나는 현대 유럽 미술, 또 하나는 헝가리 사진 건물로 2017년에 완공될 예정이다.
2011년 11월 문화 국무 장관의 게자 세치는 부다페스트 미술관 부근에 새로운 건물을 만들 계획을 공식적으로 나타냈다. 이 건물은 이 미술관의 소장물이 소장될 예정이다. 이 계획은 거리 전체를 이용하는 것으로, 박물관 지구 계획이라고 한다.